# Refugi Astrònom Cruls

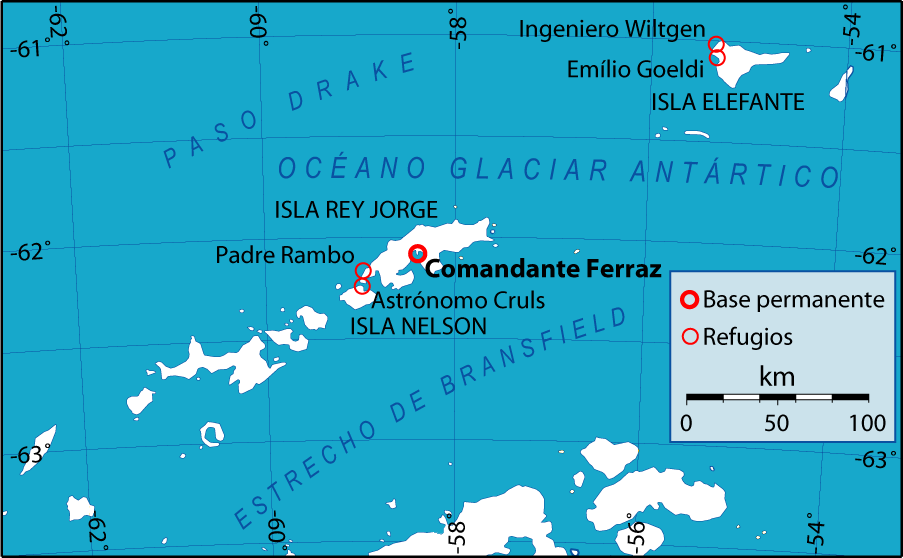
Ubicació de la base i refugis antàrtics del Brasil a les Illes Shetland del Sud.

El Refugi Astrònom Cruls (en portuguès, Refúgio Astrônomo Cruls) és un refugi d'estiu del Brasil a l'Antàrtida.
Està situat a la caleta Harmonia de l'illa Nelson, situada al sud-oest de l'Illa Rei Jordi a les Shetland del Sud. Va ser inaugurat el 25 de gener de 1985. Depèn logística i administrativament de l'Estació Antàrtica Comandant Ferraz. Juntament amb el Refugi Emilio Goeldi, localitzat a l'illa Elefant, constitueix l'estructura de suport bàsic del Programa Antàrtic Brasiler a l'Antàrtida.
Va rebre el seu nom en homenatge a l'astrònom Luis Cruls, que va participar d'una expedició l'any 1882 a Punta Arenas (Xile) per observar el pas de Venus a través del disc solar.
El refugi pot acollir a 6 científics durant 40 dies. Està construït amb panells tipus sandwich recoberts amb fibra de vidre en la seva part interna, i amb resina de base polièster en la seva part externa. La seva àrea útil és de 14,7 m² i té dos petits annexos, un per servir de sanitari i dipòsit de materials, i un altre per a avantsala. L'aigua s'obté d'una llacuna propera. Les comunicacions són realitzades per un transmissor de radio alimentat per un petit generador.